# Stechenberg
Stechenberg ist ein Gemeindeteil der Gemeinde Warmensteinach im Landkreis Bayreuth (Oberfranken, Bayern). Stechenberg liegt in der Gemarkung Oberwarmensteinach.

## Geografie
Das Dorf bildet mit Fleckl im Westen und Hütten im Süden eine geschlossene Siedlung und liegt an zwei Quellbächen der Warmen Steinach.

## Geschichte
1792 bestand Stechenberg aus einem Anwesen, das sogenannte Stecknergut mit 1⁄3 Hoffuß.
Mit dem Ersten Gemeindeedikt wurde Stechenberg dem 1808 gebildeten Steuerdistrikt Oberwarmensteinach und der 1818 gebildeten Ruralgemeinde Oberwarmensteinach zugewiesen. Am 1. Mai 1978 wurde Stechenberg in die Gemeinde Warmensteinach eingegliedert.

### Einwohnerentwicklung
| Jahr      | 001824 | 001861 | 001871 | 001885 | 001900 | 001925 | 001950 | 001961 | 001970 | 001987 |
| Einwohner | *      | 13     | 44     | 41     | 33     | 33     | 57     | 56     | 44     | 54     |
| Häuser    | 2      |        |        | 5      | 5      | 5      | 7      | 13     |        | 21     |
| Quelle    | [ 7 ]  | [ 10 ] | [ 11 ] | [ 12 ] | [ 13 ] | [ 14 ] | [ 15 ] | [ 16 ] | [ 17 ] | [ 1 ]  |

## Religion
Stechenberg ist römisch-katholisch geprägt und war ursprünglich nach Mariä Verkündigung (Fichtelberg) gepfarrt. Seit Mitte des 20. Jahrhunderts ist die Pfarrei St. Laurentius (Oberwarmensteinach) zuständig.